# Notrim

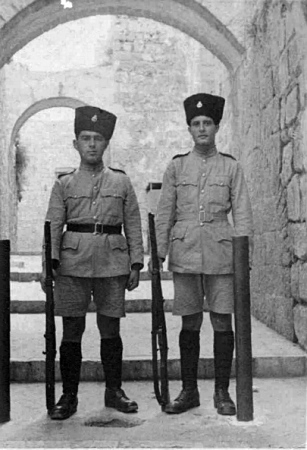
Dos Ghaffir, miembros del Notrim.

El Notrim, en  hebreo נוטרים, que significa "guardias", era una fuerza policial judía fundada por los  británicos en 1936 en la  Palestina del mandato.
La fuerza se dividió en dos grupos llamados la policía judía supernumeraria o auxiliar judía, o Ghaffir y la policía de asentamientos judíos o «policía de pueblo o colonial».
La mayoría de sus miembros también eran miembros de la Haganá. Aunque formalmente bajo mando británico, Notrim estaba en la práctica en gran parte bajo la influencia de la Haganá.
Los Notrim formaron el núcleo de la  Policía Militar Israelí después de la  primera guerra árabe-israelí.

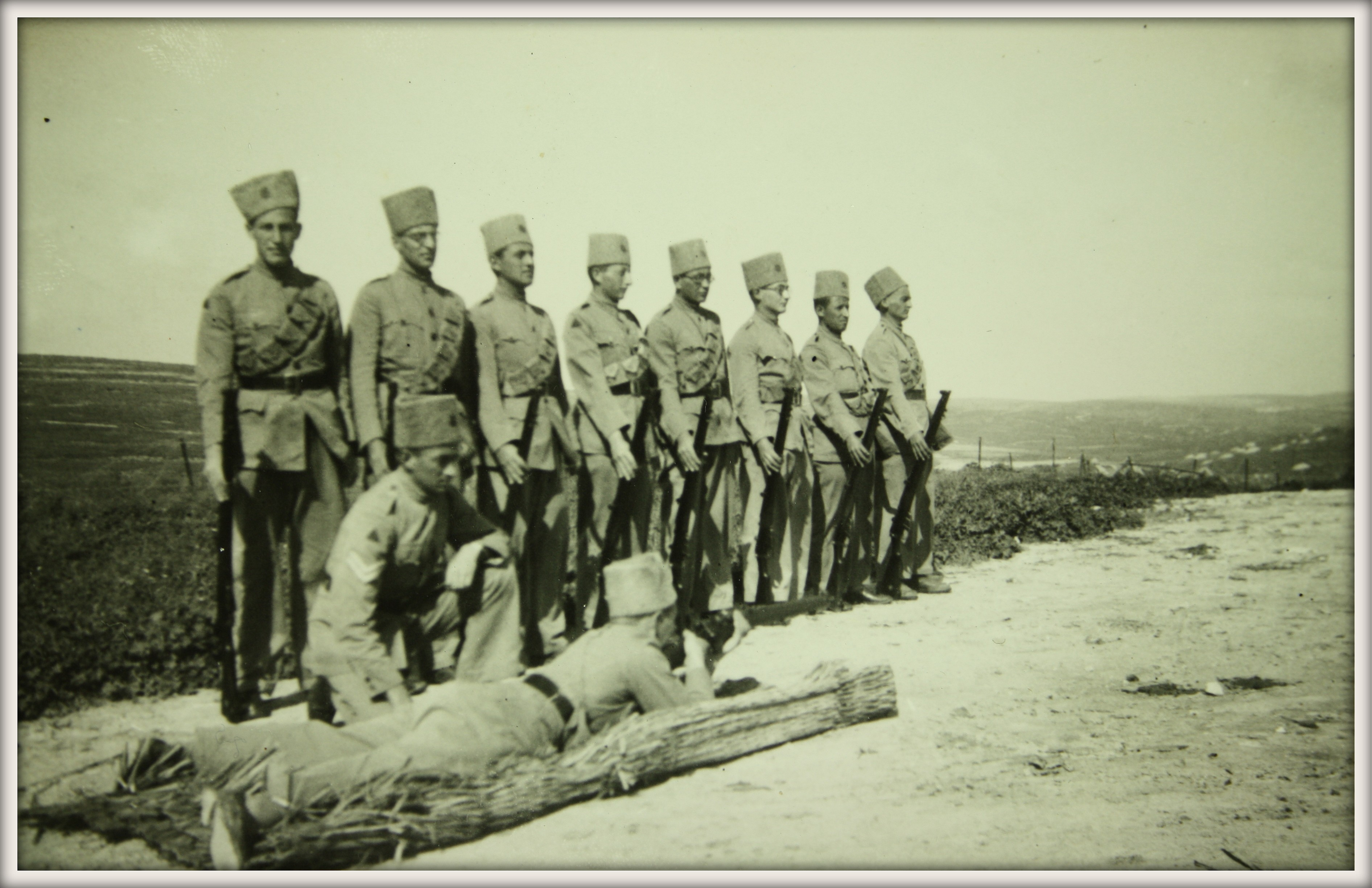
Notrim en Bat Shlomo en 1939. Con la autorización de la Biblioteca Nacional de Israel.

## Historia durante la Segunda Guerra Mundial

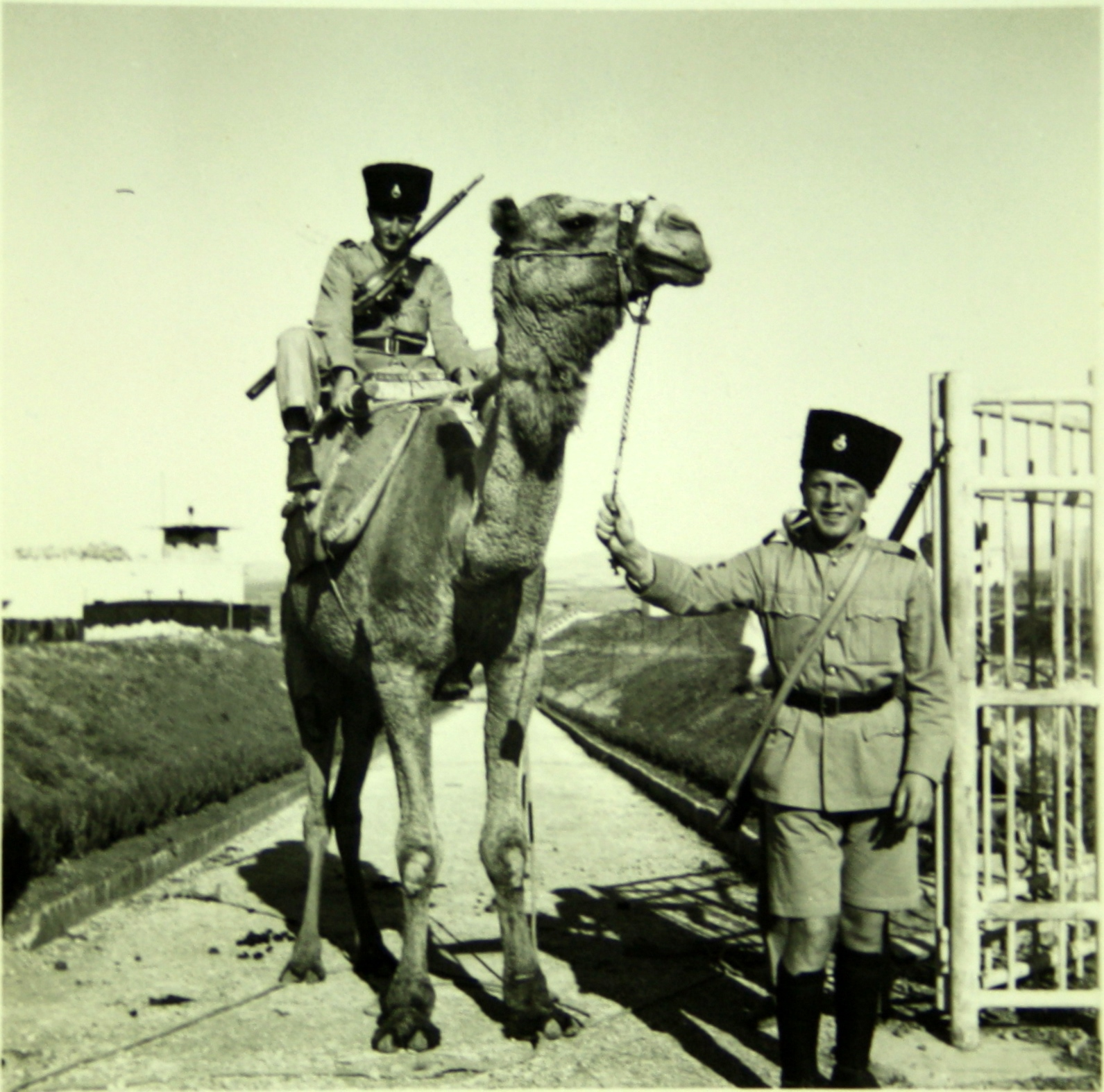
Notrim en la comisaría de Saris en 1939. Cortesía de la Biblioteca Nacional de Israel

El 6 de agosto de 1940, el Secretario de Guerra, Anthony Eden, informó al Parlamento de que el Gabinete había decidido formar unidades judías y árabes para formar los batallones del «Regimiento Real de Kent Oriental» —los Buffs—. El 3 de septiembre, Winston Churchill confirmó a Jaim Weizmann el reclutamiento a gran escala de fuerzas judías en Palestina y el entrenamiento de sus oficiales. También se iba a reclutar una fuerza adicional de 10 000 hombres, pero con un máximo de 3000 de Palestina, para formar unidades judías para el ejército británico.
Ante el avance de  Rommel en Egipto, el gobierno británico decidió el 15 de abril de 1941 que los 10 000 judíos dispersos en diferentes compañías debían ser entrenados para la guerra con capacidad operativa a nivel de batallón. Otros 10 000 hombres también debían ser movilizados junto con los 6000 policías supernumerarios y entre 40 000 y 50 000 guardias nacionales.